# Parafia Świętej Trójcy w Podgórzynie
Parafia Świętej Trójcy w Podgórzynie – parafia rzymskokatolicka w dekanacie mysłakowickim w diecezji legnickiej. Jej proboszczem jest ks. Jacek Tokarz. Mieści się przy ulicy Kościelnej w Podgórzynie.